# حوض‌خانه فخرزاده
حوض‌خانه فخر زاده مربوط به دوره قاجار است و در شهرستان گناباد، بخش مرکزی، خیابان بهار، کوچه ۱۶ واقع شده و این اثر در تاریخ ۱۷ اسفند ۱۳۸۱ با شمارهٔ ثبت ۷۶۱۰ به‌عنوان یکی از آثار ملی ایران به ثبت رسیده است.